# Gobius tetrophthalmus
Gobius tetrophthalmus — вид риб з родини бичкових (Gobiidae). Демерсальна, прибережна морська риба, сягає 7,8 см довжиною. Мешкає на глибинах 7-25 м виключно біля берегів Кабо-Верде, західна Африка.